# Бијело дугме (албум)
Бијело дугме је LP-албум групе Бијело дугме из 1984. године у издању дискографске куће Дискотон. Албум је сниман у студијима РТВ Скопље, РТВ Загреб и РТВ Сарајево. Албум је објављен без имена, али се често назива „Косовка дјевојка“, по истоименој слици Уроша Предића која се налази на омоту албума.

## Позадина и снимање
Након дуготрајних несугласица око поделе прихода, Жељко Бебек је напустио бенд у априлу 1984. године, одлучивши да се фокусира на соло каријеру. Нови певач бенда постао је бивши члан Топа и Тешке индустрије, Младен Војичић Тифа. Бенд је лето 1984. провео у Ровињу, где је одржао мале наступе у туристичком центру Монви, припремајући се за предстојеће снимање албума. Албум је сниман у Сарајеву, Скопљу, Загребу и Београду. Радни назив албума Још увијек нас има одбачен је након што је одлучено да се на омоту појави слика Уроша Предића. На овом албуму гостовали су Оркестар народних инструмената Радио телевизије Скопље, фолклорна група Ладарице, Пеце Атанасовски и Соња Беран-Лесковшек.

## Листа пјесама
1. „Хеј Славени"
2. „Падају звијезде“
3. „Мени се не спава"
4. „За Есму"
5. „Јер кад остариш“
6. „Липе цвату све је исто к'о и лани“
7. „Педикулис пубис"
8. „Аиаио ради радио“
9. „Лажеш"
10. „Да те богдо не волим"

## Чланови групе
- Младен Војичић „Тифа" - вокал
- Горан Бреговић - гитаре
- Зоран Реџић - бас-гитара
- Владо Правдић - клавијатуре
- Лаза Ристовски - клавијатуре
- Горан „Ипе“ Ивандић - бубњеви

## Сарадници
- Тон мајстор: Муфид Косовић
- Тон мајстор: инг. Шкалец
- Тон мајстор: М. Герасимова
- ППГ компјутер: Лаза Ристовски
- Оркестар народних инструмената РТВ Скопље
- Соло гајде: Пеце Атанасовски
- Харфу снимила: Соња Беран - Лесковшек

## Пријем и догађаји након објављивања
Албум је наишао на одличан пријем код публике. „Липе цвату, све је исто к’о и лани” био је највећи хит албума. Остали хитови су „Падају звијезде”, „Лажеш”, „Да те богдо не волим” и „Јер кад остариш”. Многи критичари, међутим, нису волели албум.
Војичић је под притиском професионалних обавеза, изненадне славе и медијског скандала изазваног откривањем употребе ЛСД-а одлучио да напусти бенд. Са Бијелим дугметом је последњи пут наступио на концерту у Москви.

## Утицаји и наслеђе
Фолклорни поп рок звук Бијелог Дугмета, уз идеју југословенства, присутан на албуму преко обраде песме "Хеј, Славени", утицао је на велики број сарајевских поп рок бендова попут Мерлина, Плавог оркестара, Црвене јабуке, Валентина и Хари Мата Хари, често означен као Нови партизани.
Албум је 1998. године анкетиран као 28. на листи 100 највећих југословенских рок и поп албума.
2015. године омот албума Бијело дугме заузео је 100. место на листи 100 највећих омота албума југословенског рока.

## Топ листе

### Недељна листа
| Листа           | Највиша позиција |
| --------------- | ---------------- |
| Радио ТВ ревија | 1                |

## Обраде
- Липе цвату – Шта ћу нано, драги ми је љут (Бисера Велетанлић)[7]
- Падају звијезде – Jump (Van Halen)[8]
- Pediculis pubis[9] – Па добро где си ти (Ђорђе Балашевић)[10]
- За Есму – From Me to You (Битлси)[7]

## Занимљивости
Песма Педикулис пубис је наводно посвећена Алки Вуици.